# Gregorio María Aguirre y García
Gregorio María Aguirre y García (La Pola de Gordón, 12 marzo 1835 – Toledo, 10 ottobre 1913) è stato un cardinale e arcivescovo cattolico spagnolo.

## Biografia
Gregorio María Aguirre y García nacque il 12 marzo 1835 a La Pola de Gordón, provincia e diocesi di León, nella parte settentrionale del Regno di Spagna.
Entrato nell'Ordine dei frati minori, emise la professione solenne nel 1857. Ricevette l'ordinazione sacerdotale alla fine di settembre 1859, ventiquattrenne, per imposizione delle mani del cardinale Cirilo de Alameda y Brea, O.F.M.Obs., arcivescovo metropolita di Toledo.

### Ministero episcopale
Il 27 marzo 1885 papa Leone XIII lo nominò, appena cinquantenne, vescovo di Lugo; succedette a José de los Ríos y Lamadrid, deceduto l'8 marzo 1884 dopo ventisei anni di episcopato. Ricevette la consacrazione episcopale il 21 giugno seguente, presso la Chiesa di San Fernando a Madrid, per imposizione delle mani di Mariano Rampolla del Tindaro, arcivescovo titolare di Eraclea di Europa e nunzio apostolico in Spagna nonché futuro cardinale, assistito dai co-consacranti Benito Sanz y Forés, arcivescovo metropolita di Valladolid ed anch'egli futuro porporato, e Tomás Jenaro de Cámara y Castro, O.E.S.A., vescovo di Salamanca. Come suo motto episcopale il neo vescovo Aguirre y García scelse Misericordia ejus respexit humilitatem, che tradotto vuol dire "La Sua misericordia guarda agli umili".
Il 21 maggio 1894 papa Leone XIII lo promosse, cinquantanovenne, arcivescovo metropolita di Burgos; succedette a Manuel Gómez-Salazar y Lucio-Villegas, deceduto il 14 giugno 1893. In seguito, ricevette il pallio, simbolo di comunione tra la Santa Sede ed il metropolita. Il 2 dicembre 1899 venne nominato anche amministratore apostolico di Calahorra e La Calzada, diocesi fino ad allora gestita dal vicario capitolare Santiago Palacios y Cabello dopo il trasferimento dell'ultimo vescovo, il futuro cardinale Antonio María Cascajares y Azara, alla sede metropolitana di Valladolid.

### Cardinalato
Papa Pio X lo elevò al rango di cardinale nel concistoro del 15 aprile 1907, all'età di settantadue anni; il 19 dicembre seguente gli venne assegnato il titolo cardinalizio di San Giovanni a Porta Latina, vacante dal 1º gennaio 1905, giorno della morte del cardinale francese Benoît-Marie Langénieux, arcivescovo metropolita di Reims.
Il 29 aprile 1909 papa Pio X lo trasferì, settantaquattrenne, alla sede metropolitana e primaziale di Toledo, assegnandogli contestualmente il titolo onorifico di patriarca titolare delle Indie Occidentali; in entrambi gli incarichi succedette al cardinale Ciriaco María Sancha y Hervás, deceduto il 26 febbraio precedente. In seguito ricevette nuovamente il pallio.
Morì il 10 ottobre 1913 a Toledo, all'età di settantotto anni. Al termine dei solenni funerali, la salma venne tumulata nella Cattedrale di Santa María de Toledo.

## Genealogia episcopale e successione apostolica
La genealogia episcopale è:
- Cardinale Scipione Rebiba
- Cardinale Giulio Antonio Santori
- Cardinale Girolamo Bernerio, O.P.
- Arcivescovo Galeazzo Sanvitale
- Cardinale Ludovico Ludovisi
- Cardinale Luigi Caetani
- Cardinale Ulderico Carpegna
- Cardinale Paluzzo Paluzzi Altieri degli Albertoni
- Papa Benedetto XIII
- Papa Benedetto XIV
- Papa Clemente XIII
- Cardinale Bernardino Giraud
- Cardinale Alessandro Mattei
- Cardinale Pietro Francesco Galleffi
- Cardinale Giacomo Filippo Fransoni
- Cardinale Carlo Sacconi
- Cardinale Edward Henry Howard
- Cardinale Mariano Rampolla del Tindaro
- Cardinale Gregorio María Aguirre y García, O.F.M.

La successione apostolica è:
- Vescovo Mariano Cidad y Olmos (1897)
- Arcivescovo Antolín López y Peláez (1905)
- Vescovo Juan Antón de la Fuente (1906)
- Arcivescovo Prudencio Melo y Alcalde (1908)
- Vescovo Manuel San Román y Elena (1909)